# Philodromus kianganensis
Philodromus kianganensis es una especie de araña cangrejo del género Philodromus, familia Philodromidae. Fue descrita científicamente por Barrion & Litsinger en 1995.

## Distribución
Esta especie se encuentra en Filipinas.